# Прокопчук Станіслав Федорович
Станісла́в Фе́дорович Прокопчу́к (нар. 12 червня 1943, Дніпровка) — український журналіст. Заслужений журналіст УРСР. Член Національної спілки журналістів України.

## Життєпис
Народився 12 червня 1943 року в Запорізькій області. Після навчання в середній школі працював токарем на Нікопольському південнотрубному заводі в Дніпропетровській області. Служив три роки в Радянській армії. Вищу освіту здобув на філологічному факультеті Львівського державного університету. Згодом закінчив факультет журналістики Вищої партійної школи.
Працював у газетах «Львівська правда», «Радянська Україна», «Правда» — власним кореспондентом по Донбасу. Понад 30 років — у газеті «Труд» (Москва) на посадах завідувача корпункту в Києві та власкора цієї газети в Республіці Польща. Крім того, п'ять років очолював створену ним газету «Труд-Україна». З липня 2006 року власний кореспондент (по Київській і Чернігівській областях), згодом оглядач газети «Урядовий кур'єр». Висвітлював як журналіст події, пов'язані з катастрофою на Чорнобильській АЕС, перебував майже з перших тижнів після катастрофи в 30-кілометровій зоні відчуження станції, має статус ліквідатора аварії на ЧАЕС 1-ї категорії. Півтора місяця перебував у Вірменії, висвітлюючи події, пов'язані зі Спітакським землетрусом 1988 року в цій країні; багато чого з пережитого виклав у книжці публіцистики, виданій 1989 року.

## Творчість
Автор численних публікацій у періодиці. Автор книжок публіцистики:
- Разделенная боль: [О помощи Украины армянскому народу, пострадавшему от землетрясения] / Станислав Прокопчук. — Киев: Политиздат Украины, 1989. — 123,[4] с., [11] л. ил.; ISBN 5-319-00609-8 (рос.)
- На перехресті століть. У пошуках прозріння. — К:, 2019[1]

## Громадська діяльність
У Київській організації НСЖУ — багаторічний очільник асоціації журналістів-чорнобильців.

## Нагороди, відзнаки
- Почесна грамота Президії Верховної Ради УРСР (1981)
- Почесне  звання «Заслужений журналіст УРСР» (1989)
- Орден «За заслуги» III ступеня (2003)[2]
- Почесна грамота Кабінету Міністрів України (2003)
- Почесна відзнака МНС України (2006)
- Відзнака Спілки журналістів України «Золоте перо»
- Золота медаль Спілки журналістів СРСР — «за мужність і майстерність у висвітленні подій, пов'язаних з ліквідацією аварії на ЧАЕС» (липень 1986)
- Мистецька премія «Київ» імені Анатолія Москаленка (2021)